# Junichi Inamoto
Junichi Inamoto (Kagoshima, 18 de setembro de 1979) é um futebolista japonês que atua como volante. Atualmente joga no Sagamihara. 
Jogador leve, rápido e habilidoso, foi considerado nos anos 2000 um grande destaque da Seleção Japonesa. Atua como segundo volante, cria as jogadas e chuta muito bem de longa distância. Também pode jogar como meia armador, já que possui uma boa técnica. É um jogador que possui bom drible, mas destaca-se como bom marcador. 

## Carreira

### Gamba Osaka
Inamoto começou a jogar profissionalmente pelo Gamba Osaka quando estava em seu último ano do colegial, em 1998. Conquistou alguns títulos individuais e destacou-se por ser um volante que saía jogando bem e tinha ótima técnica.

### Arsenal
Em julho de 2001 foi emprestado ao Arsenal, tendo até hoje o título de uma das mais caras transferências do futebol japonês. No entanto, não teve muito sucesso em conquistar a titularidade na equipe, sendo preterido por Patrick Vieira e Ray Parlour. Sua estreia aconteceu em novembro de 2001, pela Copa da Liga, numa vitória por 2 a 0 sobre o Grimsby Town. Assim, foi negociado com o Fulham no ano seguinte.

### Fulham
Chegou ao Fulham emprestado pelo Gamba Osaka e imediatamente conquistou a titularidade absoluta da equipe londrina. Fez vários gols importantes, dentre eles o tento que fechou a vitória por 3 a 1 sobre o Manchester United em pleno Old Trafford. Também marcou um gol importantíssimo na final da Copa da Inglaterra, contra o Everton. Foi descrito por Barry Davies como "um pêssego japonês", mas depois de um tempo fraturou a tíbia num amistoso pela Seleção Japonesa e voltou para o Gamba Osaka para recuperar-se.

### West Bromwitch Albion
Em meados de 2004, foi contratado pelo West Browmwitch por 200 mil libras, sendo o principal jogador da equipe. Porém, com a troca de técnico, foi afastado e emprestado ao Cardiff City na temporada 2004–05.

#### Empréstimo ao Cardiff City
Teve boas atuações, ajudando a equipe a manter uma boa regularidade. Com isso retornou aos Baggies.

### Retorno ao West Bromwitch
Jogou muito bem, marcando, inclusive, o gol da classificação na Copa da Inglaterra em um chute de 35 metros de distância contra seu ex-clube, o Fulham. Manteve a boa fase e foi convocado para a Seleção Japonesa pelo técnico Zico para a Copa do Mundo de 2006, sendo inclusive o último jogador do Albion a jogar uma Copa do Mundo nos últimos 20 anos.

### Galatasaray
Em agosto de 2006 transferiu-se para o Galatasaray, onde rapidamente tornou-se o principal jogador da equipe. Marcou um golaço contra o Bordeaux na Liga dos Campeões, porém não pôde evitar a derrota por 3 a 1 e a eliminação da equipe na fase de grupos.

### Eintracht Frankfurt
Chegou à equipe alemã em maio de 2007, com um contrato de dois anos e plenos direitos. Manteve uma boa regularidade e foi peça importante para a campanha da temporada 2007–08.

## Seleção Japonesa
No meio de vários jogadores talentosos da era Zico, entre várias ascensões, sua principal e mais marcante conquista foi ser um dos destaques da incrível campanha na Copa das Confederações de 2001 e sendo a primeira equipe a se classificar para a Copa do Mundo de 2006.

#### Principais convocações
- Copa da Ásia de 2000 (campeão)
- Copa das Confederações de 2001
- Copa do Mundo de 2002
- Copa das Confederações de 2003
- Copa das Confederações de 2005
- Copa do Mundo de 2006

## Títulos

### Clubes
Fulham
- Copa Intertoto da UEFA: 2002

Consodale Sapporo
- J2 League: 2016

### Seleção Japonesa
- Campeonato Asiático Sub-16: 1994
- Copa da Ásia: 2000

### Individuais
- Seleção do Campeonato Japonês: 2000